# Gabriel Milito
Gabriel Alejandro Milito, argentinski nogometaš, * 7. september 1980, Bernal, Buenos Aires, Argentina.
Gabriel je mlajši brat nogometaša Diega Milita.

## Klubska kariera
Milito je najprej igral profesionalni nogomet v prvi argentinski ligi pri klubu Independiente. Za klub je igral med letoma 1997 in 2003. V sezoni 2003 naj bi prestopil v Real Madrid, kar pa je Real v zadnjem trenutku preklical. Milito naj namreč ne bi opravil vseh zdravniških testov, kjer naj bi se pokazala poškodba kolena. V medijih je prevladovalo mnenje, da je bila to politična poteza, naperjena proti tedanjemu predsedniku Real Madrida Jorgeju Valdanu, ki je želel Milita v klub. Razširile so se tudi govorice, da Milito v klub ni bil sprejet, ker takrat še ni bil dovolj slaven. Kljub neuspehu se je Milito odločil ostati v Španiji in je podpisal pogodbo s klubom Real Zaragoza.
10. julija 2007 sta se Real Zaragoza in FC Barcelona dogovorila za prestop Milita, ki je bil vreden približno 17 milijonov evrov. 19. julija je opravil zdravniški pregled in z Barcelono podpisal štiriletno pogodbo v višini 4 milijone evrov. Po odhodu Thiaga Motte v Atlético Madrid je Milito dobil dres s številko 3.
Za Barcelono je prvič nastopil 2. septembra 2007 na tekmi proti nogometnemu klubu Athletic Bilbao.. Svoj prvi zadetek za barcelono je dosegel 24. novembra 2007 na tekmi proti Recreativu iz Huelve..
5. maja 2008 je vodstvo kluba objavilo novico, da ima Milito poškodovane križne vezi, zaradi česar ne bo nastopal okoli šest mesecev.

## Reprezentančna kariera
Za Argentino je Milito igral na Pokalu konfederacij 2005 in bil nato član reprezentance, ki se je uvrstila na Svetovno prvenstvo v nogometu 2006, kjer je dobro nastopil na prvi tekmi proti Nizozemski.